# Mei Okada
Mei Okada (japanisch 岡田 夢以 Okada Mei, * am 19. Mai 1996 in Fukaya, Präfektur Saitama) ist eine japanische Seiyū und Idol.
Sie war Leaderin der Idol-Gruppe Tenkō Shōjo, der sie bis November 2019 angehörte. Im Jahr 2019 startete sie ihre Aktivitäten als Synchronsprecherin im Medien-Franchise D4DJ des Unternehmens Bushiroad. Sie ist Mitglied des DJ-Kollektivs Merm4id, das zum Franchise gehört.
Im Jahr 2023 wurde sie Bassistin der Symphonic-Metal-Gruppe Ave Mujica, die dem Bang-Dream!-Franchise zugehörig ist. Innerhalb des Franchise-Universums verkörpert sie den Charakter Umiri Yahata, die Mitglied der fiktiven Musikgruppe ist.

## Karriere
Mei Okada wurde am 19. Mai 1996 geboren und stammt aus Fukaya in der Präfektur Saitama. Im November des Jahres 2014 war sie im Alter von 18 Jahren ein Gründungsmitglied der Idol-Gruppe Tenkō Shōjo, der sie bis zum 16. November des Jahres 2019 angehörte und mit einem Konzert verabschiedet wurde. Mit dieser Gruppe veröffentlichte Okada zwei Singles und zwei Alben, die allesamt in den offiziellen Oricon-Musikcharts einstiegen. Ab 2016 gab sie unter dem Namen Mei Nadeshiko (夢詠撫子) eine Reihe Lesungen, die sie selbst moderierte.
Im Juli 2019 wurde sie Teil des D4DJ-Franchises des Medienunternehmens Bushiroad. Innerhalb des Media-Mix-Projektes ist sie Mitglied des DJ-Kollektivs Merm4id und verkörpert in den Anime- und Videospiel-Produktionen den Charakter Marika Mizushima. Mehrere Werke des fiktiven Quartetts schafften den Einstieg in die japanischen Musikcharts von Oricon. Im Oktober 2019 wurde sie in der Rolle der Sara Hiiragi in Bushiroads Medienfranchise Road59 gecastet. Im Rahmen des Road59-Projektes wirkte Okada an zwei Bühnenwerken mit, die in den Jahren 2020 und 2021 aufgeführt wurden. Außerdem ist sie in der Visual Novel zum Mixed-Media-Projekt zu hören. Abseits ihrer schauspielerischen Aktivitäten als Mitglied des Medienfranchises wirkte Okada an den Theaterproduktionen zum koreanischen Film Confession of Murder und zur Manga-Reihe GeGeGe no Kitarō mit.
Im September 2023 wurde bekannt, dass sie als Bassistin der Symphonic-Metal-Band Ave Mujica des BanG-Dream!-Medienprojektes ausgewählt wurde. In den Anime- und Videospiel-Umsetzungen des Franchises leiht sie dem Charakter Umiri Yahata ihre Stimme. Da sie vor ihrem Einstieg bei BanG Dream! lediglich Klavier spielen konnte, lernte sie im Vorfeld E-Bass zu spielen. Ihr musikalisches Solo-Debüt feierte Okada mit der Veröffentlichung ihres Mini-Albums Radiance am 30. April 2025. Dieses stieg auf Platz 46 der heimischen Oricon-Albumcharts ein und hielt sich vier Wochen lang in der Hitliste auf.

## Sprechrollen
| Anime-Produktionen - 2021: D4DJ First Mix als Marika Mizushima - 2021: D4DJ Petit Mix (ONA) als Marika Mizushima - 2023: D4DJ All Mix als Marika Mizushima - 2023: BanG Dream! It’s MyGO!!!!! als Umiri Yahata - 2023: BanG Dream! Ave Mujica als Umiri Yahata | Videospiel-Produktionen - 2020: D4DJ Groovy Mix als Marika Mizushima - 2023: BanG Dream! Girls Band Party! als Umiri Yahata - 2025: Progress Orders als Jenny - 2025: Road59 als Sara Hiiragi |

## Schauspielrollen (Auswahl)
- 2020–2021: Road59 als Sara Hiiragi
- 2022: Confession of Murder als Jung Soo-young
- 2023: GeGeGe no Kitarō
- 2023: Mononoke als Tamao[19]
- 2024: Mononoke 〜Zashiki Warashi〜 als Shino[20]

## Diskografie

### Solo

#### Alben
| Jahr | Titel Musiklabel  | Höchstplatzierung, Gesamtwochen, AuszeichnungChartsChartplatzierungen (Jahr, Titel, Musiklabel, Platzierungen, Wochen, Auszeichnungen, Anmerkungen) | Anmerkungen                          |
| Jahr | Titel Musiklabel  | JP | Anmerkungen                          |
| ---- | ----------------- | --- | ------------------------------------ |
| 2025 | Radiance Ace Crew | JP47 (4 Wo.)JP | Erstveröffentlichung: 30. April 2025 |

### Mit Tenkō Shōjo

#### Alben
| Jahr | Titel Musiklabel                 | Höchstplatzierung, Gesamtwochen, AuszeichnungChartsChartplatzierungen (Jahr, Titel, Musiklabel, Platzierungen, Wochen, Auszeichnungen, Anmerkungen) | Anmerkungen                             |
| Jahr | Titel Musiklabel                 | JP | Anmerkungen                             |
| ---- | -------------------------------- | --- | --------------------------------------- |
| 2018 | Star Light Transfer Girl Records | JP9 (1 Wo.)JP | Erstveröffentlichung: 16. Oktober 2018  |
| 2019 | Cosmos a Crown Gold              | JP8 (1 Wo.)JP | Erstveröffentlichung: 13. November 2019 |

#### Singles
| Jahr | Titel Album                             | Höchstplatzierung, Gesamtwochen, AuszeichnungChartsChartplatzierungen (Jahr, Titel, Album, Platzierungen, Wochen, Auszeichnungen, Anmerkungen) | Anmerkungen                          |
| Jahr | Titel Album                             | JP | Anmerkungen                          |
| ---- | --------------------------------------- | --- | ------------------------------------ |
| 2017 | Kono Sekai ni Sayonara Shite Star Light | JP13 (1 Wo.)JP | Erstveröffentlichung: 25. April 2017 |
| 2018 | Chocolat no Dokuhaku Star Light         | JP5 (1 Wo.)JP | Erstveröffentlichung: 27. März 2018  |

### Mit Merm4id

#### Alben
| Jahr | Titel Musiklabel             | Höchstplatzierung, Gesamtwochen, AuszeichnungChartsChartplatzierungen (Jahr, Titel, Musiklabel, Platzierungen, Wochen, Auszeichnungen, Anmerkungen) | Anmerkungen                          |
| Jahr | Titel Musiklabel             | JP | Anmerkungen                          |
| ---- | ---------------------------- | --- | ------------------------------------ |
| 2022 | V.I.P Lagoon Bushiroad Music | JP22 (3 Wo.)JP | Erstveröffentlichung: 27. April 2022 |

#### EPs
| Jahr | Titel Musiklabel         | Höchstplatzierung, Gesamtwochen, AuszeichnungChartsChartplatzierungen (Jahr, Titel, Musiklabel, Platzierungen, Wochen, Auszeichnungen, Anmerkungen) | Anmerkungen                       |
| Jahr | Titel Musiklabel         | JP | Anmerkungen                       |
| ---- | ------------------------ | --- | --------------------------------- |
| 2023 | Get Out! Bushiroad Music | — | Erstveröffentlichung: 3. Mai 2023 |

#### Singles
| Jahr | Titel Album                    | Höchstplatzierung, Gesamtwochen, AuszeichnungChartsChartplatzierungen (Jahr, Titel, Album, Platzierungen, Wochen, Auszeichnungen, Anmerkungen) | Anmerkungen                            |
| Jahr | Titel Album                    | JP | Anmerkungen                            |
| ---- | ------------------------------ | --- | -------------------------------------- |
| 2020 | 4U V.I.P Lagoon                | JP22 (10 Wo.)JP | Erstveröffentlichung: 2. Dezember 2020 |
| 2021 | Boom-Boom Shake a V.I.P Lagoon | JP12 (6 Wo.)JP | Erstveröffentlichung: 16. Juni 2021    |
| 2021 | High tension BPM V.I.P Lagoon  | JP18 (6 Wo.)JP | Erstveröffentlichung: 27. Oktober 2021 |
| 2023 | G.O.A.T –                      | JP22 (2 Wo.)JP | Erstveröffentlichung: 19. Juli 2023    |
| 2024 | Max!!!! a –                    | JP32 (3 Wo.)JP | Erstveröffentlichung: 31. Januar 2024  |

### Mit Ave Mujica
- → Hauptartikel: BanG Dream!/Diskografie#Ave Mujica